# Boney M.
Boney M. je njemačka pop grupa u okvirima disco žanra, koja je svoje najveće uspjehe imala krajem 70-tih i početkom 80-tih godina dvadesetog stoljeća.
Grupu je formirao 1975. glazbeni producent Frank Farian, ali tada nije imala članova. Farian je sam pjevao sve glasove. Tek poslije nekoliko godina pronađeni su pjevači koji su mogli nastupati na koncertima. Stalna četiri člana su bila karipskog podrijetla: Marcia Barrett, Liz Mitchell, Maizie Williams i Bobby Farrell.

## Pozadina
Grupu je osnovao zapadno njemački producent Frank Farian tada 34 godine star, koji je sam napisao dosta pjesama koje je grupa izvodila. U samom početku nisu postojali članovi grupe: Farian je sam pjevao sam sve glasove i muške i ženske (koji su naknadno miksani). Kada je pjesma "Baby do you wanna bump" postala hit u Nizozemskoj i Belgiji, Farian počinje tražiti članove za svoju izmišljenu grupu.
Prvi članovi grupe bili su Maizie Williams i njena jamajkanska prijateljica Sheyla Bonnick koja je nedugo zatim otpuštena. Bobby Farrell plesač s Arube postaje muški vokal. Još jedna osoba s Jamajke, Marcia Barrett kompletira grupu i tad se vjerovalo da je grupa kompletirana. Ipak na kraju dolazi do animiranja Liz Mitchell kao člana grupe i ova četiri člana čine originalnu postavu grupe Boney M.

## Godine slave
Farian je nastavio pjevati pri izdavanju albuma čak i poslije Farrellovog angažmama, nešto što se pokušavalo skriti u javnosti. Ispostavilo se čak 1978. i da je na samim snimanjima albuma dionice Maizie Williams pjevala jedna druga pjevačica. Međutim na samim koncertima i Farrell i Williams su pjevali live. Eventualne greške su se mogle prekriti jer je u grupi uvijek bilo više pozadinskih pjevača.
Popularnost postižu pjesmom "Daddy Cool" 1976. ali i pjesma "Ma Baker" iz 1977. je bila svjetski hit. Dosta pjesama koje je pjevala grupa Boney M su bili tzv. coversi kao npr. mega hit "Rivers of Babylon"  1978. koji je u to vrijeme u Engleskoj bio drugi singl po prodavanosti svih vremena. Originalno "Rivers of Babylon" su napisali i uglazbili Brent Dowe i Trevor McNaughton koji su pjevali u jamajkanskoj reggae grupi The Melodians, što je bila pjesma s rastafari tekstom.
Zapadno-njemačko pop čudo proširilo se i u dijelove istočne Europe. Grupa je postala popularna i u Sovjetskom Savezu i mogla je napraviti turneju tamo uz klauzulu da ne smiju pjevati svoj hit "Rasputin".  Pjesma Rasputin opjevava ruskog mistika Rasputina koji je bilo ljubavnik "ruske carice", nešto što je uvijek bilo kontroverzija u tadašnjem sovjetskom društvu. Poslije ove turneje grupa Boney M postaje popularna i u drugim državama istočnog bloka.
Uspjesi su se nizali nekoliko sljedećih godina hitovima poput "Mary's Boy Child - Oh my Lord", "Hooray! Hooray! It's a Holi-Holiday", "I see a Boat on the River" i "El Lute".

## Razlaz
Ipak nije sve bilo perfektno unutar grupe. Farrell je bio otpušten 1982. zbog svog niskog radnog morala. Njegov nasljednik je bio Reggie Tsiboe koji je ostao u grupi čak i kada se Farrell ponovo vratio 1984. Sljedeće godine je proslavljena deseta obljetnica osnutka grupe ali već 1986. su nesuglasice unutar grupe bile toliko velike da je objavljeno kako je grupa prestala postojati. Do ponovnog ujedinjenja dolazi opet 1988. pri izdavanju albuma Greatest Hits of All Times - Remix '88 . Nedugo zatim ponovo počinju neslaganja i Liz Mitchell napušta grupu u proljeće 1989. a kao njen surogat počinje nastupati Madeleine Davis. Konačno dolazi do totalnog razilaska 1990.
Osnivač grupe Frank Farian zajedno s Lizom Mitchell osniva vlastitu verziju grupe Boney M. Sudstvo odlučuje poslije dosta rasprava da svi originalni članovi imaju pravo nastupati sa svojim verzijama grupe Boney M istovremeno. Tako se 90.-ih godina istovremeno javlja nekoliko inačica ove grupe.

## Boney M. danas
Čak i danas postoji nekoliko Boney M grupa koje imaju pravo na patent nazivati se tako. I u 2007. i 2008. godini sva četiri originalna člana su odvojeno nastupala s istoimenim grupama. Tijekom jedne turneje muški dio grupe Bobby Farrell preminuo je 30. prosinca 2010. u Sankt-Peterburgu.
Liz Mitchell je 2005. godine objavila svoj album ...Sings the Hits of Boney M Boney-M - poznate pjesme koje je u novom ruhu pjevala zajedno s jednim češkim orkestrom.

### 21. stoljeće
I Bobby Farrell i Liz Mitchell su objavili vlastite verzije nekadašnjih hitova grupe Boney M. Maizie Williams je svoj prvi solo album objavila 2006. kao i vlastitu obradu pjesme "Sunny". Sljedeće godine je njena verzija pjesme "Daddy Cool" s Melo-M bila broj jedan na latvijskoj top ljestvici. I Marcia Berrett je objavila tri solo albuma.
Mjuzikl baziran na glazbi Boney M "Daddy Cool" premijerno je prikazan u kolovozu 2006. u Londonu. Izvođen je u pokretnom kazalištu u Berlinu od travnja do srpnja 2007.
Kao dokaz popularnosti grupe Boney M u južnoj Aziji, može poslužiti i činjenica da je koncert grupe Boney M s Marciom Barrett bio glavna atrakcija 37. filmskog festivala i u provinciji Goa u Indiji.
U svezi 30 godišnjeg osnutka grupe pojavio se u prodaji u listopadu 2006. album The Magic of Boney M. na kojem se nalazila i jedna nova pjesma koju je pjevala Liz Mitchell. Album je došao na top 20 ljestvicu, a i DVD s istoimenim nazivom je pušten u prodaju krajem 2006. Liz Mitchell je sa surogat grupom Boney M organizirala turneju po Njemačkoj tijekom 2007. 

## Diskografija

### Singlovi
- "Baby Do You Wanna Bump (Part I & II)", 1976.
- "Daddy Cool / No Woman No Cry", 1976.
- "Sunny ( / New York City", 1976.
- "Ma Baker / Still I'm Sad", 1977.
- "Got a Man on my Mind / Perfect" (Liz Mitchell), 1977.
- "Belfast / Plantation Boy", 1977.
- "Rivers of Babylon / Brown Girl in the Ring", 1978.
- "Rasputin / Painter Man", 1978.
- "Mary's Boy Child - Oh my Lord / Dancing in the Streets", 1978.
- "Hooray! Hooray! It's a Holi-Holiday / Ribbons Of Blue", 1979.
- "El Lute / Gotta Go Home", 1979.
- "I'm born again / Bahama Mama", 1979.
- "I see a Boat on the River / My Friend Jack", 1980.
- "Children of Paradise / Gadda-Da-Vida", 1980.
- "Felicidad (Margherita) / Strange", 1980.
- "Maleika / Consuela Biaz", 1981.
- "We Kill the World (Don't Kill the World) / Boonoonoonoos", 1981.
- "Little Drummer Boy / Medley", 1981.
- "Going Back West / The Carnival is over", 1982.
- "Zion's Daughter / White Christmas", 1982.
- "Jambo - Hakuna Matata (No Problems) / African Moon", 1983.
- "Somewhere in the World / Exodus", 1984.
- "Kalimba de Luna / Ten Thousend Lightyears", 1984.
- "Happy Song / Schools out" (med "Bobby Farell och the School Rebels"), 1984.
- "My Chérie Amour / Sample City", 1985.
- "Young Free and Single / Blue Beach", 1985.
- "Bang Bang Lulu / Chica Da Silva", 1986.
- "Rivers of Babylon (Remix) / Mary's Boy Child (Remix)", 1988.
- "Megamix", 1988.
- "The Summer Mega Mix", 1989.
- "Maleika (Lambada Remix)", 1989.
- "Everybody Wants to Dance like Josephine Baker / Custer Jammin’", 1989.
- "Stories / Rumours (Instr.)", 1990.
- "Boney M. Megamix", 1992.
- "Brown Girl in the Ring (Remix)", 1993.
- "Ma Baker (Remix)", 1999.
- "Sunny" (Remix), 2000.
- "Hooray! Hooray! It's A Holi-Holiday (Remix)/Caribbean Night Fever - Megamix", 2000.
- "Daddy Cool 2001", 2001.
- "Felicidad America (Obama Obama)", 2009.

### Albumi
- Take The Heat Off Me, 1976.
- Love For Sale, 1977.
- Nightflight to Venus, 1978.
- Oceans Of Fantasy, 1979.
- The Magic of Boney M. - 20 Golden Hits, 1980.
- Boonoonoonoos, 1981.
- Christmas Album, 1981.
- Kalimba De Luna, 1984.
- 10.000 Light Years, 1984.
- Eye Dance, 1985.
- The Best of 10 Years - 32 Superhits, 1986.
- 20th Century Hits (Boney M. 2000), 2000.
- The Magic of Boney M, 2006.

## Vanjske poveznice
- Marcia Barrett službena stranica  Arhivirana inačica izvorne stranice od 1. kolovoza 2015. (Wayback Machine)
- Marcia Barrett's službena fan stranica
- Maizie Williams službena stranica
- Liz Mitchell službena stranica
- Bobby Farrell's službena stranica
- Fantastic Boney M. neslužbena stranica